# Axel Maar
Axel Maar (født 14. oktober 1888 i Sindal, død 18. juni 1978 i København) var en dansk arkitekt og kongelig bygningsinspektør.

## Uddannelse og karriere
Han var søn af læge Emil Maar og Anna Kirstine Segelcke, blev murersvend og dimittend fra Det tekniske Selskabs Skole, optaget på Kunstakademiet maj 1907 og fik afgang som arkitekt januar 1917. Han var i studietiden ansat hos Aage Langeland-Mathiesen og Thorvald Gundestrup.
Maar var på en del rejser i studietiden: 1906 fodtur fra Hamborg til Venedig, derfra til Prag, 1908-1910 Grækenland (deltog i de franske udgravninger på Delos), herfra rejser til Egypten og Lilleasien, 1912 Sverige, senere rejser i Tyskland, England, Frankrig, Norge og Sverige. Han modtog Kunstakademiets stipendium 1918.
Fra 1920 var Axel Maar arkitekt for den engelske legation og var konduktør for Johannes Magdahl Nielsen ved restaureringen af Kronborg 1926-29, var Udenrigsministeriets arkitekt for danske gesandtskabsbygninger i udlandet fra 1937 og blev samme år kongelig bygningsinspektør, hvilket han var til 1958. Han var medlem af komiteen til bedømmelse af byggeforetagender på Frederiksberg fra 1938 og blev Ridder af 1. grad af Dannebrog. Han var medlem af bestyrelsen for Rialtokomplekset A/S.
Han blev gift med Hedda Agnes Rigmor Jensen (20. december 1893 i København – 16. april 1979), datter af fotograf Ragnar Jensen og Henriette Jensen.

## Stil
Axel Maars første værker var udtryk for en dekorativ nyklassicisme, hvor det pittoreske var i højsædet, og i sine mange biografopgaver, især det forsvundne Kinopalæ, fik han lejlighed til at boltre sig i eksklusive materialer og løsninger. Biografer forblev Maars speciale, indtil han begyndte at få en del opgaver for velhavere langs Øresund. Her skabte han nogle at tidens fineste nyklassicistiske privathuse.
Efter Hugo Dorphs fabrik i Taastrup, et stramt komponeret anlæg med mange funktionelle træk, fik Maar opgaver inden for erhvervsbyggeriet, hvor udvidelsen af Politikens Hus er et af 1930'ernes bedste eksempler på bymæssig indpasning af et meget stort volumen i ren funktionalisme.
I 1950'erne blev Maar eksponent for en Kay Fiskersk murstensfunktionalisme og fik en stribe opgaver med at tegne nye gymnasier, som alle er i brug den dag i dag.

## Udstillinger
- Stockholm 1918
- Charlottenborg Forårsudstilling 1922

## Værker

### I privat regi
- Skovløberhus, Klampenborgvej 43, Klampenborg (1916 og 1919, præmieret)
- Kinopalæet, Gammel Kongevej, Frederiksberg (1917-18, bombesprængt ved schalburgtage 1944, nedrevet 1950)
- Porthuse i Jægersborg Dyrehave ved Hjortekær, Trepilelågen og Klampenborg Galopbane (1920)
- Villa, Strandvejen 632, Springforbi (1920-22, oprindeligt en ombygning for generalkonsul Christian Holm af staldbygning til Villa Belvedere i nr. 630, senere adskilt fra denne)
- Silobygning for sodafabrikkerne, Ottiliavej 15, Valby, København (1921, nedrevet)
- Rialto Teatret, Smallegade 2B, Frederiksberg (1923-24, nedrevet 1959)
- Hugo Dorphs Konfektionsfabrik, Kirkevej/Selsmosevej 25, Taastrup (1924)
- Villa, Christiansholmsvej 22, Klampenborg (1924, nedrevet)
- Villa, Carl Baggers Allé 19, Klampenborg (1925)
- Carlton-Teatret, Vesterbrogade 66, København (1928, nedlagt)
- Forretningsbygning, Valdemarsgade 14, København (1928, ombygget)
- Biografteatret i Kalundborg (1928)
- Fabriksbygning, Dronningens Tværgade 28/Store Kongensgade 55, København (bagbygningen) (1930)
- Villa Petershøj for musikforlægger Asger Wilhelm Hansen, Strandvejen 391, Skovshoved (1931, præmieret af Gentofte Kommune 1931)
- Dronningens Tværgade 28 (forhuset) (1932)
- Villa for rektor Fogh, Strandvejen 21, Kolding (1933)
- Villa, Adolphsvej 36, Gentofte (1934)
- Villa Beaulieu, Strandvejen 758, Springforbi (1934, nedrevet 1989 som led i Springforbiplanen)
- Villa for købmand H. Poulsen, Klostergade 6, Slagelse (1934)
- Sommerhus for direktør, konsul Peter Stagsted, Vejby Strand ved Tisvildeleje (1934)
- Sommerhus for overretssagfører Erik Salomon i Gilleleje (1934)
- Villa, Bakkedal 5, Hellerup (1935)
- Villa, Kratvænget 4, Ordrup (1935)
- Tilbygning til Politikens Hus, nu kaldet Pressen, Vester Voldgade 33, København (1935, sammen med Emanuel Monberg)
- Fabriksbygning, Grundtvigsvej 25, Frederiksberg (1936)
- Købmandsgård i Rørvig (1936)
- Sommerhus for direktør Adler Svanholm, Udsholt Strand ved Græsted (1938)
- Villa, Køgevej 6A, Tåstrup (1939)
- Eget hus, Sponnecksvej 12, Gentofte (1939, præmieret af Gentofte Kommune)
- Villa, Parkovsvej 29, Gentofte (1942)
- Fabriksbygning, Holmbladsgade 111, Amagerbro, København (1945)
- Fabriksbygning, Haslegade 1, København (1947)
- Kontorbygning for A/S F.L. Bie
- Trykkeri for Wilhelm Hansens Musikforlag
- Fabrik for Carl Cohens Sønner
- Fabriksbygning for De danske Oliemøller
- Traktørstedet Julebækhus, Nordre Strandvej 87 ved Helsingør

### I egenskab af kgl. bygningsinspektør
- Udvidelse af Statens Serum Institut, Amager Boulevard 80 (1938-42)
- Udvidelse af Birkerød Statsskole, Birkerød (1939)
- Udvidelse af Seruminstituttets gård Hvidesten, Lillerød (1939)
- Amtsstuen, Hillerød (1939)
- Skovridergård i Folehaven, Hørsholm (1940)
- Vildtmesterhus (skovfogedhus) ved Lillerød (1940)
- Indretning af Dansk Jagt- og Skovbrugsmuseum i Hørsholm (1941, senere ændret)
- Forpagterbolig ved Skovridergården Ostrupgård ved Esrum (1942)
- Tilføjelse af en etage på Toldkammerbygningen, Sakskøbing (1945)
- Skovfogedstedet Hingstenhus ved Hillerød (1948)
- Golfklubhus, Eremitagesletten (1951)
- Nykøbing Katedralskole, Nykøbing Falster (1953)
- Gammel Hellerup Gymnasium, Svanemøllevej 87, Hellerup (1954-56)
- Rødovre Statsskole, Hendriksholms Boulevard 28, Rødovre (1957)
- Frederiksborg Statsskole (1958)
- Sømandsskole i Frederikshavn
- Navigationsskole i København
- Toldkammer, Nykøbing Sjælland
- Toldkammer, Hillerød
- Amtsstuebygning i Maribo

### Ombygninger
- A.M. Hirschsprung & Sønner, Tordenskjoldsgade 7-9 (1930)
- Hovedbygningen på Selchausdal ved Ruds Vedby (1938)
- Illums Bolighus, Amagertorv 10 (1945)

### Dekorative arbejder
- Indretning af butik for Hirschsprungs Fabrikker, Tordenskjoldsgade 7 (1932)
- Hovedindgangen til Den britiske Udstilling i Tivoli (1932)
- Indretning af Arden-Salonen hos A/S A.C. Illum, Østergade (1936)
- Indretning af biografteater for A/S Otto Mønsted, Otto Mønsteds Plads 9 (1936)
- Indretning af dele af den britiske udstilling i Tivoli og Christiansborg Ridehus (1948, sammen med Ib Martin Jensen)
- Møbler bl.a. til bestyrelsesværelset for Otto Mønsted Fonden